# Cubel
Cubel település Spanyolországban,  Zaragoza tartományban. Cubel Aldehuela de Liestos, Acered, Abanto, Atea, Orcajo, Used és Torralba de los Frailes községekkel határos. Lakosainak száma 143 fő (2024).

## Népesség
A település népessége az utóbbi években az alábbiak szerint változott:
| Lakosok száma | 236  | 198  | 203  | 200  | 187  | 184  | 175  | 155  | 153  | 143  |
|               | 2001 | 2004 | 2007 | 2009 | 2012 | 2014 | 2017 | 2019 | 2022 | 2024 |